# Linna (Jõhvi)
Pour les articles homonymes, voir Linna.
Linna est un village de la commune de Jõhvi du comté de Viru oriental en Estonie. Au 1er janvier 2012, il compte 36 habitants.